# Matheus Abreu
Matheus Anicio de Brito Abreu (Oro Blanco, 30 de marzo de 1997) es un actor brasileño. Quedó conocido por interpretar, los Gemelos, Omar y Yaqub en la telenovela Dos Hermanos en 2017.

## Filmografía

### Televisión
| Año  | Título       | Papel |
| ---- | ------------ | ----- |
| 2017 | Dos Hermanos | Omar  |
| 2017 | Dos Hermanos | Yaqub |
| 2017 | Malhação     | Tato  |

### Cine
| Año  | Título                      | Papel   | Notas         | Ref |
| ---- | --------------------------- | ------- | ------------- | --- |
| 2014 | Hoy Yo Quiero Volver Solo   | William | Participación |     |
| 2014 | El Secreto de los Diamantes | Ângelo  |               |     |